# Velikih pet faktorjev osebnosti
Velikih pet faktorjev osebnosti (angleško Big Five) je najpopularnejši dimenzionalni model osebnosti. Model vsebuje razne instrumente, s pomočjo katerih lahko merimo pet velikih faktorskih dimenzij. Sestavljajo ga ekstravertnost, sprejemljivost, vestnost, nevroticizem in odprtost.

## Zgodovina
Veliko psihologov se je obrnilo k jeziku kot izhodišče za oblikovanje taksonomije, začelo s Klagesom (1926; v Avsec, 2007) ter Allportom  in Odbertom (1936; v Avsec, 2007). Izhodišče za to vrsto taksonomije je leksična hipoteza (Saucier in Goldberg, 2001; v Avsec, 2007). Leksična hipoteza predpostavlja, da se je večina pomembnih fenotipskih lastnosti vkodirala v jezik. Bolj kot je neka lastnost vkodirana v naš jezik, bolj naj bi bila ta lastnost pomembna. Najbolj pomembne lastnosti lahko spreminjamo v najmanjši meri, oziroma so te lastnosti najbolj univerzalne, hkrati pa se te lastnosti pojavljajo v več različnih jezikih. Izrazi, ki opisujejo posameznika, se nanašajo na fenotip, torej opazne, vidne lastnosti, in ne na genotip, torej lastnosti, ki so v ozadju in so vzroki teh razlik (Avsec, 2007).
Allport in Odbert (1936; Avsec, 2007) sta prva sistematično izvedla raziskavo leksike izrazov, ki se nanašajo na osebnost. Iz slovarja sta izbrala prav vse izraze, ki se uporabljajo, da ločimo vedenje enega posameznika od drugega. Na popolnem seznamu je kar 17.954 izrazov, ki sta jih razvrstila v štiri kategorije osebnostnih lastnosti. Te kategorije so: kategorija začasnih stanj, razpoloženj in aktivnosti(npr. navdušen, prestrašen…), kategorijo vrednostno močno naravnanih ocen osebnega statusa in ugleda(odličen, vreden, povprečen…) in kategorijo fizičnih lastnosti, sposobnosti in talentov, ki nimajo direktne povezave z osebnostjo. Kasneje je s tem delom nadaljeval tudi Cattell, ki je združil 4500 izrazov, povezanih z ožjo kategorijo osebnostnih lastnosti. S faktorsko analizo je nadalje dobil 12 oz. 16 faktorjev. Prepričan je bil, da je pet faktorjev absolutno premalo za celosten opis osebnosti, toda vse kasnejše raziskave, ki so uporabile njegov seznam 35 bipolarnih lastnosti, so potrdile obstoje petih faktorjev in nič več (Avsec, 2007).

## Dimenzije
- Sprejemljivost ima zelo kratko zgodovino a danes vemo, da je v primerjavi z drugimi faktorji pri tem največji delež individualnih razlik možno razložiti z okoljskimi dejavniki (Avsec,2007).  Dimenzija sprejemljivosti ponazarja ohranjanje pozitivnih odnosov z drugimi. Sprejemljivost se nanaša na sposobnost razumevanja z drugimi osebami in nam pomaga, da premagamo frustracije, ki so povezane z življenjem v skupini (Avsec,2007).
- Ekstravertnost naj bi bila sestavljena iz več komponent, a so le te med seboj zelo povezane, zato lahko govorimo o skupni dimenziji. Ekstravertne osebe se v veliki meri zanimajo za družabne dogodke, so zelo aktivne in energični (Musek,2010).
- Vestnost naj bi predstavljala napovednik uspeha v šoli ali na delovnem mestu (Behling,1998;Hurtc in Donovan,2000;Salgado,1997;Avsec,2007). Vestnost zajema lastnosti kot so odgovornost, naklonjenost pravilom, vztrajnost, pozornost…
- Odprtost – Je najšibkejša dimenzija osebnosti, osredotoča pa se predvsem na posameznikovo kulturno sofisticiranost in posameznikovo odprtost za nove izkušnje.
- Nevroticizem: Posamezniki, ki imajo visoko izražen nevroticizem so v manjši meri sposobni obvladovati čustva, so bolj anksiozni.(Avsec,2007). Individualne razlike v nevroticizmu lahko v veliki meri pojasnimo z genetskimi dejavniki, pojavi se pa tudi zaradi potencialnih groženj v okolici.